# Eufemiano Fuentes Díaz
Eufemiano Fuentes Díaz (Las Palmas, 1911 – 2 de juny de 1976) fou un empresari i polític canari. El seu assassinat encara continua envoltat de misteri.

## Biografia
Era fill d'Eufemiano Fuentes Cabrera, fundador de l'empresa tabaquera que avui segueix pertanyent a la seva família, comercialitzadora de les marques Kruger, Condal, Vencedor, La Distinguida i La Favorita. Va estudiar a Anglaterra. Quan esclatà la guerra civil espanyola era afiliat a la Falange Española i va formar part de les Brigadas del Amanecer, que va fer saca de presos a la platja de Las Canteras.
A la mort del seu pare en 1949 es va fer càrrec de l'empresa familiar. Afeccionat al futbol, va fundar la Unión Deportiva Las Palmas, de la que en fou president de 1950 a 1955, i va promoure la construcció de l'Estadi Insular.

## Segrest i mort
A les 4:30 de la matinada del 2 de juny de 1976 va ser segrestat al seu xalet Las Meleguinas (a Santa Brígida) per un individu encaputxat que va penetrar en el seu dormitori i li va ordenar que el seguís. Testimonis oculars afirmaren haver-los vist tots dos encaminar-se en el cadillac d'Eufemiano Fuentes cap a un lloc indeterminat del nord de l'illa de Gran Canària. El segrestador va deixar a la casa de la seva víctima una nota en la qual se sol·licitava als seus familiars la quantitat de 90 milions de pessetes pel rescat. Segons la filla d'Eufemiano Fuentes, en diverses trucades de telèfon, el segrestador es va identificar com a rojo 13 Mpaiac i parlava amb accent canari com si fos de Sàhara.
Aquesta xifra, que l'esposa i filla del segrestat estaven disposades a pagar, no va poder fer-se efectiva per l'assistència de la policia a la cita amb el segrestador qui va ferir de tret de metralleta a dos inspectors.
Les seves restes mutilades van ser trobades el 6 d'octubre al fons d'un pou de La Dehesa, a Tenoya (municipi d'Arucas). Identificades inicialment per la família gràcies a un tros del pijama de Fuentes, finalment es confirmaren gràcies a l'anàlisi d'unes radiografies bucodentals d'un dentista de Barcelona que el tractava. Tot i que inicialment es va intentar vincular el segrest amb l'independentisme canari, finalment l'encaputxat fou identificat com a Ángel Cabrera Batista el Rubio, un conegut delinqüent de la zona. El seu germà Roberto fou detingut i jutjat en 1980 per presumpta complicitat, però fou absolt i desaparegué misteriosament poc després.
El Rubio va aconseguir escapar del setge policial i després d'un periple per Algèria el 1989 es va entregar a la policia espanyola. Mai no va confessar l'autoria del crim. El cas encara és envoltat de misteri.